# Lauterbrunnental
Lauterbrunnental – U-kształtna dolina w Berner Oberland, w miejscu, gdzie Prealpy Szwajcarskie stykają się z Alpami Berneńskimi. Leży w kantonie Berno, w dystrykcie Interlaken, w gminie Lauterbrunnen w Szwajcarii. Główne skupiska ludności to miejscowości Lauterbrunnen, Wengen, Mürren, Gimmelwald, Stechelberg i Isenfluh.
Ze względu na liczne wodospady Lauterbrunnental nazywana jest Doliną 72 Wodospadów. Dolina ta jest jedną z najgłębszych w Alpach, od miejscowości Stechelberg (919 m n.p.m.) do szczytu Jungfrau (4158 m n.p.m.) różnica wysokości wynosi 3239 m. Wyżej położona część doliny jest rezerwatem przyrody, a rejon szczytów Jungfrau i Bietschhorn oraz lodowca Aletschgletscher został wpisany na listę światowego dziedzictwa UNESCO. Przez dolinę przepływa rzeka Lütschine biorąca swój początek wśród lodowców u podnóży Jungfrau. Dolinę zamyka wielka ściana skalna ciągnąca się od szczytu Gletscherhorn do szczytu Breithorn, o wysokości prawie 1000 metrów.
Głównymi atrakcjami doliny są wodospady Trümmelbach i Staubbach, przełęcze Kleine Scheidegg i Jungfraujoch oraz szczyty Schilthorn, Lobhörner, Männlichen, Eiger, Mönch i Jungfrau.
Prawdopodobnie dolina ta była inspiracją dla doliny Rivendell pojawiającej się w powieści Władca Pierścieni autorstwa J.R.R. Tolkiena.
Lauterbrunnental jest także znanym celem amatorów BASE jumpingu.

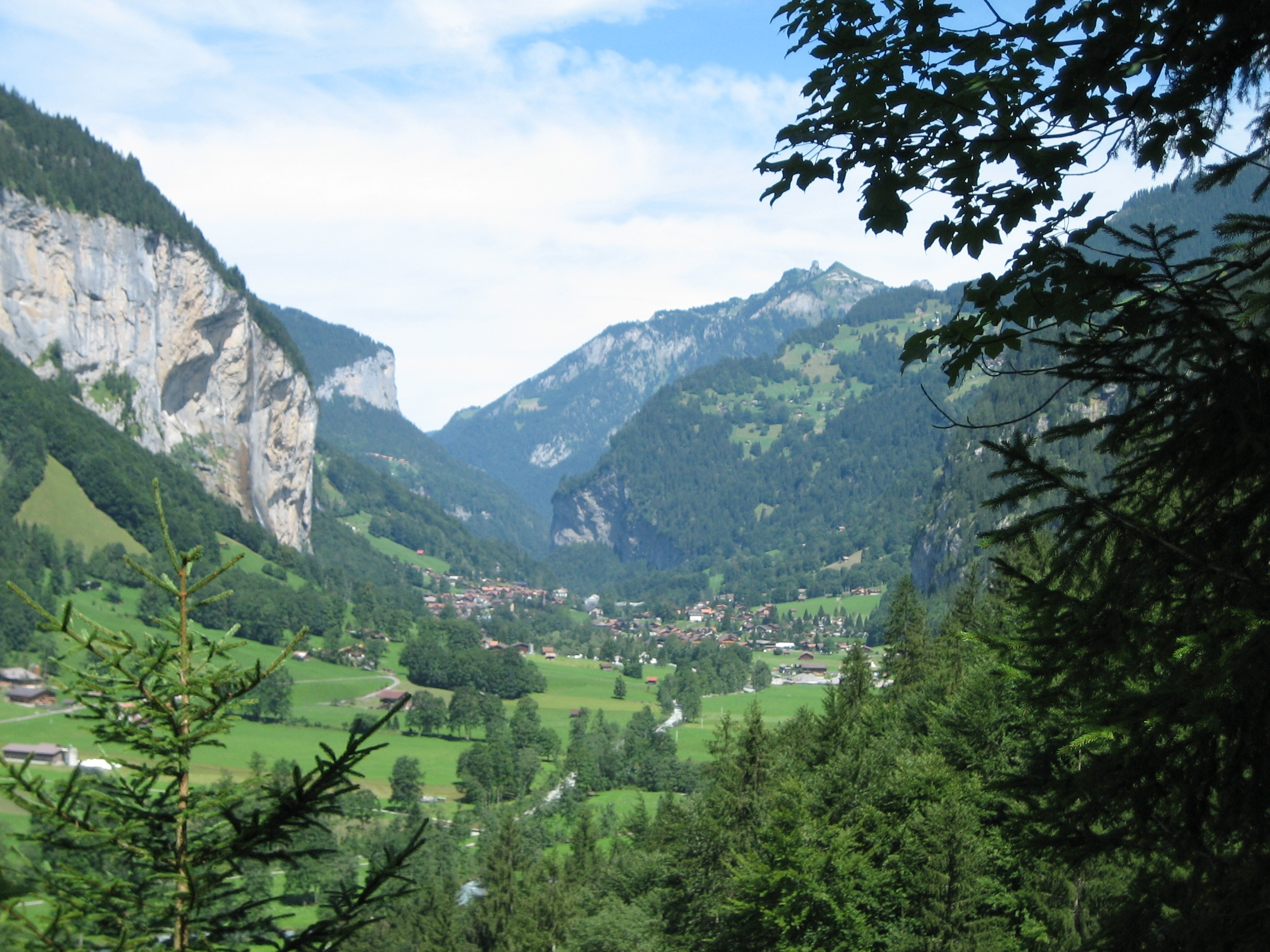
Lauterbrunnental – widok w kierunku północnym
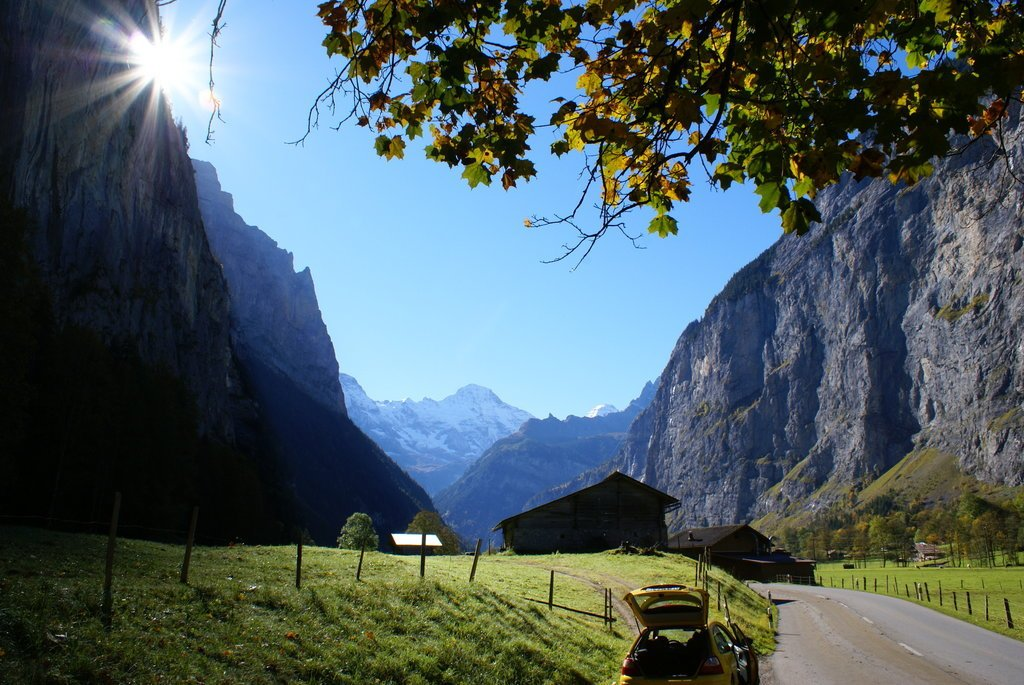
Widok w kierunku Trümmelbach
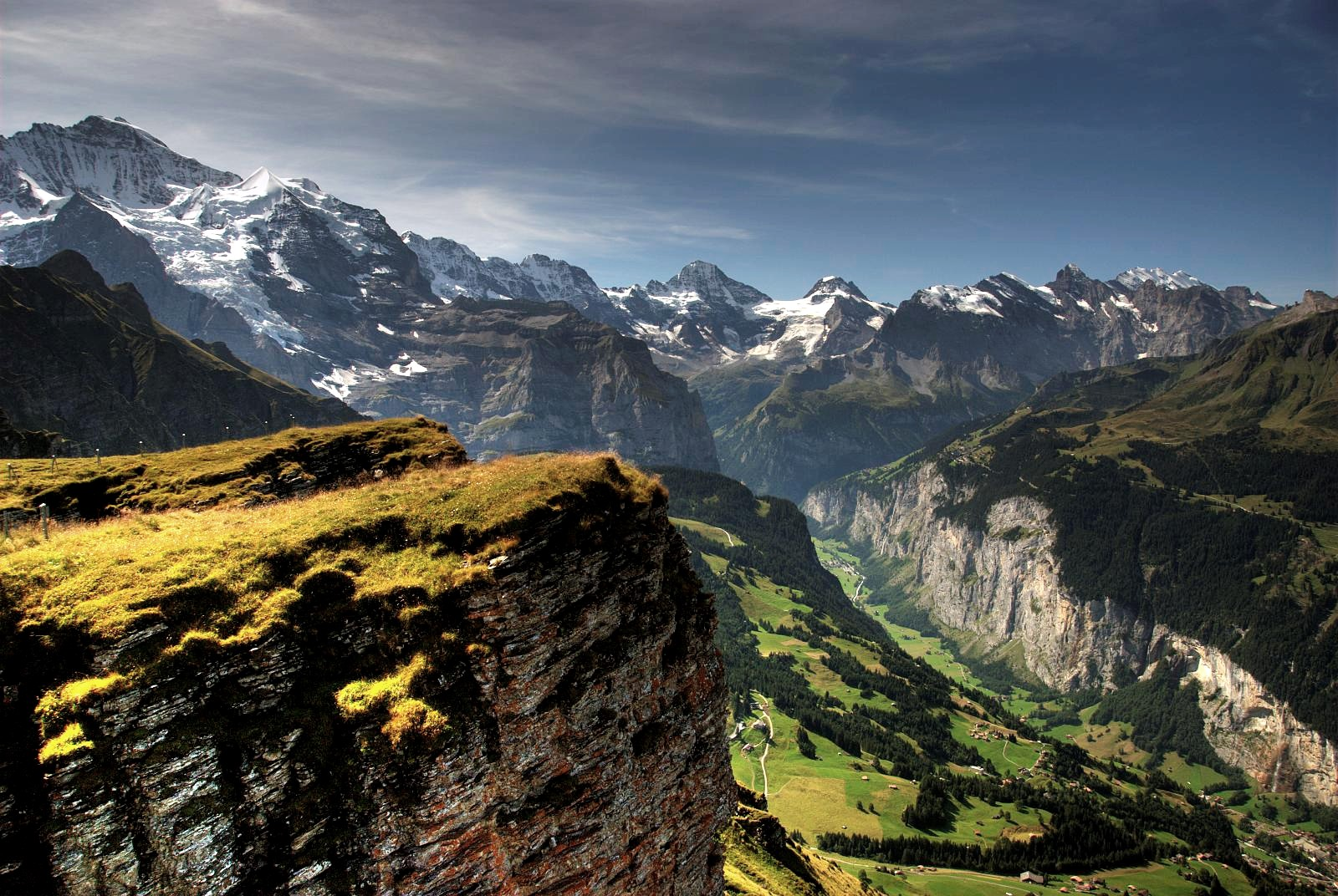
Widok na dolinę z Männlichen
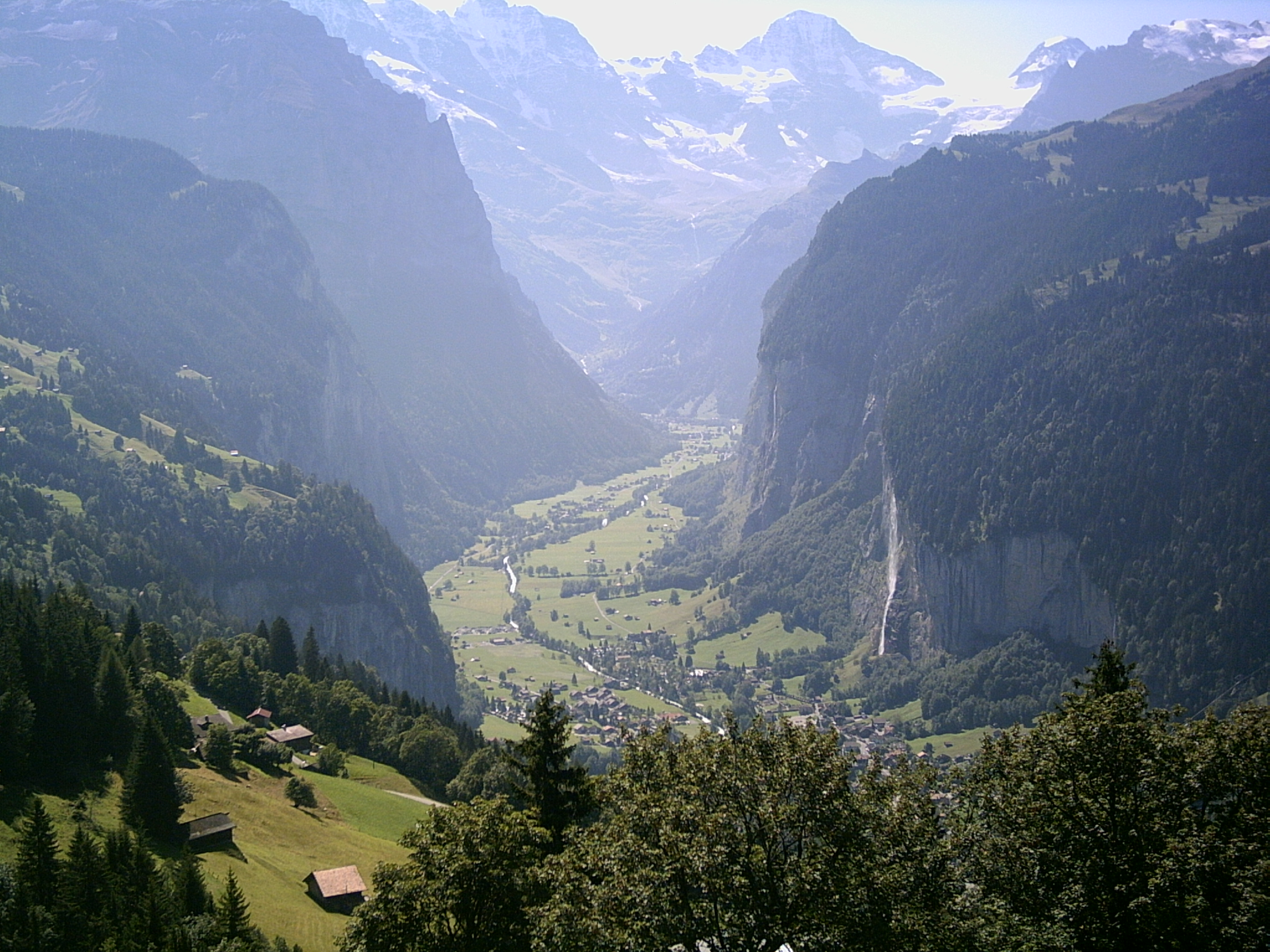
Lauterbrunnental i wodospad Staubbach